# 제임스 패트릭 스튜어트
제임스 패트릭 스튜어트(James Patrick Stuart, 1968년 6월 16일 ~ )는 미국의 배우이다.

## 출연 작품
- 썸딩 위키드 (2014)
- 저스티스 리그: 더 플래쉬포인트 패러독스 (2013)
- 더 아메리칸 간디 (2013)
- 저스티스 리그: 크리시스 온 투 어스 (2010)
- 마다가스카의 펭귄들: 블로우홀 박사의 복수 (2010)
- 이매진 댓 (2009)
- 사랑은 너무 복잡해 (2009)
- 맨 후 케임 백 (2008)
- 잭 리오 (2008)
- 크루얼 월드 (2005)
- 에덴으로 가는 비상구 (1994)
- 게티스버그 (1993)
- 귀여운 여인 (1990)

### 텔레비전
- Galactica 1980 (1980)
- 저징 에이미 (2002)
- CSI: 과학수사대 (2003-05)
- 아메리칸 대드! (2005-07) - 목소리
- 클로저 (2006-09)
- 90210 (2008-09)